# Dolheștii Mici
Dolheștii Mici – wieś w Rumunii, w okręgu Suczawa, w gminie Dolhești. W 2011 roku liczyła 1149 mieszkańców.